# Verderio Superiore
Verderio Superiore là một đô thị trong tỉnh Lecco, trong vùng Lombardia của Ý, cự ly khoảng 30 km về phía đông bắc của Milan và khoảng 20 km về phía nam của Lecco. Tại thời điểm ngày 31 tháng 12 năm 2004, đô thị này có dân số 2.675 người và diện tích là 2,6 km².
Verderio Superiore giáp các đô thị: Cornate d'Adda, Paderno d'Adda, Robbiate, Verderio Inferiore.
Agostino Ferrari đóng ở Verderio Superiore.